# Il giornalino di Gian Burrasca
Il giornalino di Gian Burrasca è un romanzo scritto da Vamba nel 1907 e pubblicato prima a puntate su Il giornalino della Domenica tra il 1907 e il 1908, e poi in volume nel 1912.

## Storia
È ambientato in Toscana. Il libro è scritto in forma di diario: il diario di Giannino Stoppani, detto "Gian Burrasca". Questo soprannome, che la famiglia gli dà a causa del suo comportamento molto irrequieto (più per esuberanza che per cattiveria), è divenuto proverbiale per indicare un ragazzino indisciplinato.

## Trama

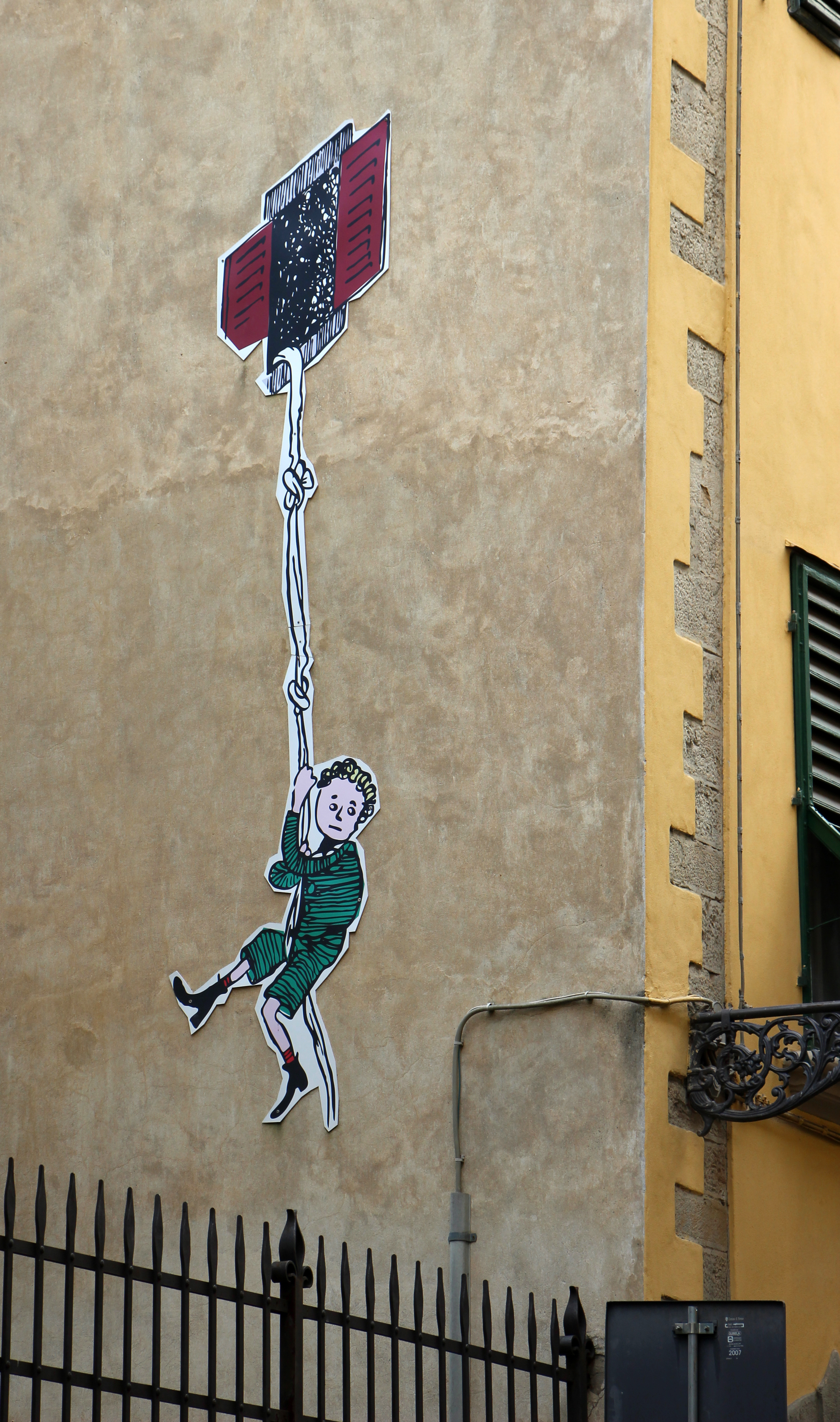
Gian Burrasca in un'installazione presso la biblioteca delle Oblate a Firenze

Giannino Stoppani, soprannominato "Gian Burrasca" per la sua capacità di combinare guai, è il figlio minore e unico maschio di un'agiata famiglia del notabilato fiorentino a inizio Novecento, e vive con i genitori e le tre sorelle maggiori Ada, Luisa e Virginia. Il giorno del suo nono compleanno, Giannino riceve in regalo dalla madre un diario, il "giornalino" del titolo, sul quale annoterà tutte le sue avventure tragicomiche: il ragazzino cade nel fiume cercando di pescare, in seguito rinviene nei cassetti delle sorelle alcune fotografie dei loro pretendenti con su scritti ironici commenti. Giannino le consegna ai rispettivi soggetti e di conseguenza tutti costoro, offesi, non si presentano a una festa da ballo a casa Stoppani. Per evitare di essere punito, Giannino scappa di casa e si rifugia dalla zia Bettina, vecchia zitella sorella di suo padre. Ma anche qui, dove giunge in seguito a un rocambolesco viaggio in treno, trova il modo di combinare disastri e viene rispedito a casa. 
Tornato a casa, Giannino scopre che, da lì a breve, Luisa si sposerà con il dottor Collalto. Successivamente il bambino ferisce gravemente l'avvocato Maralli sparandogli con una pistola giocattolo; durante la convalescenza, tuttavia, l'uomo si innamora di Virginia e viene organizzato un matrimonio segreto, poiché egli è esponente del partito socialista e si dichiara ateo. Seguono altre vicende al termine delle quali Giannino finisce per rompersi un braccio durante una corsa in automobile con un compagno di scuola. Un po' per curare il braccio e un po' per allontanarsi da casa, Giannino va a Roma, ospite della sorella Luisa e del dottor Collalto. Anche qui però trova il modo di mettersi nei guai e di farne di tutti i colori, arrivando a compromettere gli affari del dottor Collalto, che lo rimanda a casa.
Il babbo vuole rinchiudere Giannino in collegio, ma l'avvocato Maralli lo convince a dargli un'ulteriore possibilità e accetta di ospitarlo per un certo periodo a casa sua e di Virginia. Nel corso del soggiorno con la coppia, Giannino fa la conoscenza del ricco zio di Maralli, il signor Venanzio, un vecchio sordo e rimbambito ma adulato per la sua potenziale eredità. Il bambino vi entra rapidamente in confidenza e gli racconta le cattiverie che Maralli e Virginia dicono alle sue spalle. Intanto Gian Burrasca combina altri guai che terminano col ferimento dello stesso Venanzio (al quale viene cavato un dente durante un gioco) e con la compromissione della carriera di avvocato del Maralli.
A quel punto il padre rinchiude Giannino nel collegio Pierpaolo Pierpaoli, gestito dai due severi e avidi coniugi Stanislao e Geltrude. Nel nuovo ambiente, Gian Burrasca scopre casualmente che la minestra di magro servita a mensa il venerdì viene preparata con la risciacquatura dei piatti e per questo diventa amico dei ragazzi più grandi che lo accolgono nella società segreta "Tutti per uno e uno per tutti". Dal momento che si mangia quasi sempre minestra di riso, Giannino e un altro ragazzo rovinano tutta la riserva di riso con del petrolio, e così i direttori del collegio sono costretti a sostituire la solita minestra con la pappa col pomodoro tanto desiderata dai ragazzi. Inoltre, per svelare il segreto della minestra di magro, i ragazzi lasciano giorno dopo giorno delle palline di anilina nei piatti: il colore rosso della minestra ne avrebbe svelato a tutti l'origine al venerdì successivo. I direttori del collegio inizialmente tentano di minimizzare l'accaduto facendo aggiungere alla brodaglia delle barbabietole per giustificare la tinta anomala del piatto, ma sono costretti ad ammettere la frode quando Tito Barozzo, il capo della società segreta, mette in guardia i commensali dall'inghiottire il colorante artificiale. Barozzo viene però umiliato dal direttore, che gli fa credere che lui sia tenuto nel collegio solo per carità: decide perciò di fuggire e Giannino lo aiuta.
Per combinazione, Giannino scopre che i direttori si dedicano a sedute spiritiche e fa in modo da fargli credere che a loro si manifesti lo spirito del fondatore del collegio. Approfittando di questa circostanza, insieme ad altri congiurati organizza una solenne bastonatura dei direttori. Giannino viene però scoperto e rimandato a casa. Qui scopre che il signor Venanzio è morto e che gli ha segretamente riservato una piccola parte dell'eredità, Maralli ha invece ricevuto solo il dente che Giannino gli aveva strappato. Infine, credendo di far bene, in risposta ad un attacco politico al Maralli, rivela ai suoi avversari del matrimonio segreto e gli fa perdere le elezioni. Il giornalino finisce fra gli atti di un processo nato dalle dispute politiche a seguito delle elezioni: lo stesso Vamba interviene in prima persona spiegando che Giannino fu punito venendo messo in casa di correzione, ma che riuscì a scappare e che visse tante altre avventure.

## Ambientazione
L'azione che viene descritta si svolge in poco più di 5 mesi, da mercoledì 20 settembre 1905 (?) a venerdì 2 marzo 1906 (?). Fin dalla seconda pagina del libro è presente un errore piuttosto evidente: nella pagina è visualizzato un disegno che indica come data di inizio della storia mercoledì 20 settembre 1905 (?), compleanno del protagonista, e un'annotazione sul disegno del calendario, presente nella pagina iniziale, indica il 1897 come anno di nascita. Continuando a leggere, si trova che Giannino dice di avere nove anni finiti, mentre quel giorno ne avrebbe dovuti compiere otto.

## Personaggi
- Giovanni (Giannino) Stoppani: soprannominato "Gian Burrasca" dai suoi famigliari, è il protagonista della storia. È il ragazzino che tiene il diario e dà il nome all'opera. Nato il 20 settembre 1897, ha 9 anni e, senza volerlo, combina spesso disastri. Gli piace scrivere il suo diario, soprattutto quando è in castigo e vuole sfogarsi, mangiare dolci e vivere nuove avventure, mentre non sopporta il suo soprannome Gian Burrasca, le botte e i castighi del suo babbo, e la minestra di capellini. Nonostante venga considerato la rovina della famiglia, in realtà Giannino è generoso, educato e sincero; infatti la maggior parte dei disastri che combina sono derivati dai suoi tentativi di aiutare o divertire gli altri. Diversi personaggi adulti del romanzo all'inizio apprezzano la sincerità e la generosità di Giannino e lo vedono come un bravo ragazzo senza dare troppo peso ai guai che ha combinato agli altri, ma appena Giannino combina disastri anche a loro, cambiano immediatamente idea su di lui e lo ritengono pericoloso.
- Il signor Stoppani: è il padre di Gian Burrasca. Inclemente e scorbutico, punisce spesso Giannino picchiandolo, tenendolo chiuso in cameretta e non parlandogli per più giorni, e alla fine decide di mandarlo in collegio. Tuttavia, a volte va incontro ai desideri del figlio, come quando lo porta a vedere il prestigiatore o lo fa andare a Roma da sua sorella Luisa.
- La signora Stoppani: è la madre di Gian Burrasca. Anche lei si arrabbia quando Giannino combina le sue marachelle e lo sgrida spesso, tuttavia è meno severa rispetto al padre. A volte si mostra comprensiva e premurosa verso il figlio, e cerca di non fargli incontrare il babbo quando è arrabbiato.
- Luisa: è una delle tre sorelle di Giannino e la prima a sposarsi. Giannino scrive nel suo diario che le vuole molto bene, ma anche che è molto permalosa, quando Giannino le combina degli scherzi o quando Giannino aveva detto agli ospiti del suo fidanzamento con il dottor Collalto.
- Virginia: è un'altra delle sorelle di Giannino, la seconda a sposarsi. Prima del matrimonio, appare come la sorella più scontrosa verso Giannino, in particolare dopo che ha ferito il Maralli, ma poi quando lei e il Maralli lo ospitano, Giannino scrive un paio di volte che Virginia riesce a calmare l'avvocato quando è arrabbiato con Giannino.
- Ada: è l'unica sorella a non sposarsi ed è il primo bersaglio delle malefatte di Giannino, che fa leggere a un suo pretendente il commento negativo che Ada ha scritto su di lui. Tuttavia, in seguito, quando il babbo rinchiude Giannino in cameretta, scrive un paio di volte che va a fargli compagnia.
- Il dottor Collalto: prima fidanzato, poi marito di Luisa. Nonostante le marachelle di Giannino, si mostra gentile con lui, per esempio lo visita quando è a letto malato, dopo che aveva rischiato di affogare, e poi lo ospita a Roma per le vacanze di Natale. Ma dopo che Giannino combina degli scherzi ai suoi clienti e a sua sorella, anche lui inizia a non sopportarlo.
- L'avvocato Maralli: prima fidanzato, poi marito di Virginia. Quando Giannino è destinato al collegio, lo difende e lo ospita. Ma dopo che Giannino gli fa andare male la sua carriera, perché ha buttato nel fuoco la sua cartella vecchia piena di documenti per regalargliene una nuova e perché ha dato consigli ingenui a un contadino, si pente di quello che ha fatto e non lo difende più.
- La signora Olga: è un'amica di famiglia distratta. Giannino le prende l'orologio e in un gioco di prestigio lo rovina sostituendolo con quello della mamma, facendo alla famiglia Stoppani credere che la signora Olga sia malata di cleptomania. Tuttavia, quando Giannino le racconta che è stato uno scherzo, non si arrabbia, ma la prende bene.
- Il signor Clodoveo Tyrynnanzy: è un amico di famiglia, fissato con l'Inghilterra al punto di sostituire nel suo cognome le "i" con le "y". Rappresentante di inchiostri inglesi, accompagna Giannino a Roma in treno. Anche lui si arrabbia con Giannino, che gli fa prendere una multa e gli svuota tre boccette di inchiostri.
- Il signor Venanzio: è un vecchio e ricco zio di Maralli che, quando muore, lascia una parte di eredità a Giannino. È uno dei pochi personaggi adulti del romanzo che non si arrabbia mai con Giannino e che apprezza la sua sincerità. Dà dei soldi a Giannino, perché in cambio gli dica quello che in casa Maralli si dice di lui e, dopo aver scoperto i soprannomi offensivi che gli hanno dato l'avvocato Maralli e Virginia, li disereda. Il Maralli si mostra gentile a ospitarlo, ma è solo per il suo tornaconto dell'eredità.
- La zia Bettina: è una sorella zitella del signor Stoppani. È ricca, ma vive in campagna ed è di vecchi costumi, motivo per cui viene considerata ridicola dalle sorelle di Giannino. All'inizio apprezza molto l'onestà di Giannino e lo accoglie dopo che è scappato di casa. Ma dopo che Giannino fa alcuni scherzi alle cose più care della zia, ordina al padre di venirlo a riprendere e a Giannino di non tornare più da lei.
- La signora Geltrude: è la direttrice del collegio Pierpaolo Pierpaoli, odiata e malsopportata dai ragazzi. Severa, esigente, prepotente, odiosa e irrequieta, urla sempre e cerca in tutti i modi di farsi rispettare dai collegiali.
- Il signor Stanislao: è il direttore del collegio e il marito di Geltrude, e viene chiamato "Calpurnio" dai ragazzi (da Lucio Calpurnio Bestia, per dargli della bestia senza che se accorga). Nonostante sia severo e comandi in stile militare i ragazzi, si lascia insultare dalla moglie, che lo definisce un imbecille.
- Luigi (Gigino) Balestra: è un amico di Giannino, incontrato al collegio Pierpaolo Pierpaoli. È un ragazzo sincero e leale, ed è finito in collegio per aver portato i suoi amici nella pasticceria del suo babbo e se ne sono approfittati. Giannino e Balestra vengono espulsi dal collegio e avranno modo di rivedersi a Firenze.
- Tito Barozzo: è il capo della società segreta del Collegio "Tutti per uno e uno per tutti", della quale Giannino fa parte con altri collegiali e, con il protrarsi della storia, anche con Gigino Balestra. Insieme a Gigino è uno dei pochi personaggi sinceri verso Giannino, che lo stima molto. Coraggioso e sincero, non esita a dire che, dopo aver avvelenato la minestra, lo ammette davanti ai direttori per poi a rivelare la sua intenzione di abbandonare il collegio dopo che è stato umiliato da Stanislao.
- Signor Muscolo: è il severo professore di latino della classe di Giannino. Dopo essere stato messo in ridicolo da Giannino davanti a tutta la classe lo fa sospendere per una settimana.

## Trasposizioni cinematografiche e televisive
- Gian Burrasca - film (Italia, 1943), diretto da Sergio Tofano, con Mimmo Battaglia (Gian Burrasca).[4]
- Il giornalino di Gian Burrasca - sceneggiato televisivo musicale (Italia, 1964), prodotto dalla RAI e diretto da Lina Wertmüller, con Rita Pavone (Gian Burrasca). - Trasmesso in 8 puntate settimanali, dal 19 dicembre 1964 al 6 febbraio 1965.[5]
- Gian Burrasca - film (Italia, 1982), diretto da Pier Francesco Pingitore, con Alvaro Vitali (Gian Burrasca), sul canovaccio del racconto di Vamba.[6]
- Il giornalino di Gian Burrasca (1992), film d'animazione diretto da Stelio Passacantando.
- Gian Burrasca - film televisivo (Italia, 2002), curato da Rita Pavone e diretto da Maurizio Pagnussat, con Duccio Cecchi (Gian Burrasca) e la partecipazione di Gerry Scotti, Katia Ricciarelli, Alessia Mancini, Ambra Angiolini ed altri, più la stessa Pavone (la quale narrava in prima persona la storia). Questo nuovo adattamento è stato trasmesso il 5 gennaio 2002, in prima serata su Canale 5.[7]

## Origine del testo

### Ricostruzione delle origini
L'autore Vamba ha rimaneggiato le "Memorie di un ragazzaccio" di Ester Modigliani, pubblicato nel 1911 da Bemporad, a sua volta tratto del testo "A Bad Boy's Diary", scritto nel 1880 da Metta Victoria Fuller Victor e pubblicato in origine con il titolo Il diario di Mastro Scompiglio e più recentemente come "Diario di un ragazzaccio". Pertanto il testo di origine non è, come ipotizzato da alcuni,  il romanzo del 1870 "The Story of a Bad Boy" di Thomas Bailey Aldrich.

### Analisi comparativa delle fonti
I tre testi mostrano analogie e differenze:
"A Bad Boy's Diary"  è ambientato nell'America rurale di fine Ottocento e riporta vari episodi, alcuni irreali, della vita della piccola peste Georgie, dall'indole a tratti crudele. Alcune analogie sono l'episodio della pagina copiata dal diario d'una sorella e letta in pubblico, le foto ritoccate dei giovanotti che ambiscono alle sorelle, il fidanzato dottore, Moore, (Collalto in Gian Burrasca), il quasi annegamento nel fiume, la fuga in campagna dalla zia Betsey (Bettina in Gian Burrasca), l'uccellino liberato e finito in pasto al gatto, l'episodio del cornetto acustico.
"Memorie di un ragazzaccio" è ambientato a Firenze, gli episodi sono riportati cronologicamente ed introdotti da una data. Le illustrazioni sono di Attilio Mussino.
Il "Giornalino di Gian Burrasca" riprende sia l'ambientazione fiorentina che la forma diaristica; i singoli episodi sono per la prima volta legati tra loro, creando un racconto omogeneo, le illustrazioni sono dello stesso Vamba, caratterizzate da un tratto infantile che le rende molto umoristiche. Il protagonista Giannino mantiene un carattere di "birbante", tuttavia di buon cuore. Molti dettagli sgradevoli di George ed alcuni episodi sono eliminati, l'ordine cronologico di certi episodi è modificato, mentre sono introdotti sia nuovi personaggi, sia temi "sociali" e tratti di arguzia fiorentina.

## Edizioni
- Vamba, Il giornalino di Gian Burrasca. Rivisto, corretto e completato, Firenze, Bemporad, 1912.
- Vamba, Il giornalino di Gian Burrasca. Rivisto, corretto e completato, Firenze, Marzocco, 1942.
- Vamba, Il giornalino di Gian Burrasca / rivisto, corretto e completato da Vamba, Firenze, Bemporad-Marzocco, 1963.
- Vamba, Il giornalino di Gian Burrasca, introduzione di Giampaolo Barosso, premessa al testo di Ettore Barelli, Milano, Rizzoli, 1977.
- Vamba, Il giornalino di Gian Burrasca, Ed. integrale, illustrazioni di Paolo Ghirardi, La Spezia, Fratelli Melita, 1990.
- Vamba, Il giornalino di Gian Burrasca, Milano, Fabbri, 2001, ISBN 88-451-2160-7.
- Vamba, Il giornalino di Gian Burrasca, Monza, Biblioteca italiana per i ciechi Regina Margherita, 2004.
- Vamba, Il giornalino di Gian Burrasca. Audiolibro 1 CD ROM (485 min. ca. MP3, lettura di Eleonora Calamita con un contributo di Moro Silo, Zovencedo, Il narratore audiolibri, 2006.
- Vamba, Il giornalino di Gian Burrasca, prefazione di Lina Wertmüller, Newton Classici, Newton Compton, 2011,  p. 244, ISBN 978-88-541-2848-4.
- Vamba, Il giornalino di Gian Burrasca, introduzione di Beatrice Masini, Roma, Fanucci, 2014, ISBN 978-88-347-2732-4.
- Vamba, Il giornalino di Gian Burrasca, a cura di Marco Giuliani, Edizione La Spiga, ISBN 978-88-468-3376-1.